# タイムシェア
タイムシェア(timeshare)とは、リゾートマンションなどを所有または利用する際に、その期間の経費だけを負担するシステム。別名「バケーション･オーナーシップ」とも呼ばれる。

## 由来
タイムシェアを敢えて日本語にすると『時間を共有する＝分け合う』という風に訳せる。元々はコンピュータ業界の用語であり、大型コンピュータが高価な時代に各社が利用時間に応じて使用経費を負担し合ったタイムシェアリングシステムに由来する。
これがリゾートにも応用され、所有または利用する期間だけの経費を負担するという経済性に富んだリゾートシステムが世界中に広まった。

## 歴史
発祥は、1960年代のヨーロッパのスキーリゾートである。1970年代にそのシステムがアメリカにわたり、その後の伸長につながることになる。当初は法的な規制も無く、開発業者（＝販売業者であることが多い）が顧客から販売代金だけを回収し、その後倒産するという経済的悪循環もあり、悪評がたつという事例もあった。その後フロリダ州などでは『タイムシェア法』という州法によって規制がしかれるようになり、法的に買主の権利が保全されるようになる。
また、1980年代に入るとそれまで個人事業主等資金的に脆弱な企業だけでなく、大手ホテル企業(マリオット・インターナショナル等）が、タイムシェア事業に参画するようになる。ホテル事業で培ったノウハウやサービスがタイムシェアに生かされ、タイムシェアが事業として飛躍的に拡大する契機となった。過去の悪評も払拭され、米国では一般的なリゾート所有・利用システムとして認知されるようになる。
90年代に入るとヒルトン･ホテルもこのタイムシェア事業に参画するようになり、『ヒルトン･グランド･バケーション･クラブ』の商標の下、フロリダ州を拠点にタイムシェア事業を拡大していく。そして1990年代末には、ヒルトンやマリオットが日本人にも馴染みの深い旅行先であるハワイへと進出し、日本を始めとするアジアマーケットへもタイムシェアを紹介し始めることになった。

## ヒルトンの日本における展開
ヒルトンは、マリオットに先んじて、いち早く2003年10月にタイムシェアのマーケティングおよび販売拠点を東京(新宿区西新宿）へ構え、現在に至る。ヒルトンのタイムシェアは、一週間単位の所有権。初回に購入費用を支払うと(別途、不動産登記料がかかる）、後は年間管理費（固定資産税、保険料、修繕積立金等が含まれる）を支払うことで、永年利用が可能になる。宿泊料は基本的に所有している日数内であれば無料。
ヒルトン、マリオット等大手ホテルチェーン系のメリットとしては、このタイムシェアの権利を同系列の他のホテルやリゾートへ交換して利用することができる。